# Горчево
Горчево (болг. Горчево) — село в Благоевградской области Болгарии. Входит в состав общины Петрич. Находится примерно в 16 км к северо-западу от центра города Петрич и примерно в 64 км к югу от центра города Благоевград. По данным переписи населения 2011 года, в селе  проживало 8 человек, преобладающая национальность — болгары.

## Население
| Год     | 1934 | 1946 | 1956 | 1965 | 1975 | 1985 | 1992 | 2001 | 2011 |
| ------- | ---- | ---- | ---- | ---- | ---- | ---- | ---- | ---- | ---- |
| Жителей | 40   | 56   | 48   | 48   | 40   | 26   | 20   | 12   | 8    |

|  |